# L'albero e i frutti
L'albero e i frutti (anche Gli alberi e i frutti o I falsi profeti) è una parabola di Gesù sulla veridicità dei profeti. Passaggi simili si trovano nel vangelo di Matteo e nel vangelo di Luca.

## La parabola
Mt 7,15–20:
"Guardatevi dai falsi profeti che vengono a voi in veste di pecore, ma dentro son lupi rapaci. Dai loro frutti li riconoscerete. Si raccoglie forse uva dalle spine, o fichi dai rovi? Così ogni albero buono produce frutti buoni e ogni albero cattivo produce frutti cattivi; un albero buono non può produrre frutti cattivi, né un albero cattivo produrre frutti buoni. Ogni albero che non produce frutti buoni viene tagliato e gettato nel fuoco. Dai loro frutti dunque li potrete riconoscere."
Lc 6,43-45:
"Non c'è albero buono che faccia frutti cattivi, né albero cattivo che faccia frutti buoni. Ogni albero infatti si riconosce dal suo frutto: non si raccolgono fichi dalle spine, né si vendemmia uva da un rovo. L'uomo buono trae fuori il bene dal buon tesoro del suo cuore; l'uomo cattivo dal suo cattivo tesoro trae fuori il male, perché la bocca parla dalla pienezza del cuore."
Per contro, i frutti dello Spirito sono santi e da quelli si riconoscerà il vero profeta.